# Château de Romenay
Le château de Romenay est un édifice situé à Diennes-Aubigny, en France.

## Localisation
Le château est situé sur le territoire de la commune de Diennes-Aubigny, située dans le département de la Nièvre en région Bourgogne-Franche-Comté. À mi-pente d'une colline qui domine la vallée de l'Andarge.

## Description
Le château de Romenay est une ancienne maison forte. Le système hydraulique est constitué de quatre bassins rectangulaires, le plus grand sert de rétention des eaux de ruissellement et se déverse successivement dans trois autres bassins. Le quatrième bassin se déverse dans les douves dont le trop plein alimente un canal dont la perspective éloigne la vue du grand canal de 100 mètres de longueur et 18 mètres de largeur. Au sud le grand canal est fermé par le nymphée. À l'est du château on peut observer les réminiscences d'un jardin à la française du XVIIIe siècle dont il subsiste les buis et quelques arbres fruitiers.

## Historique
L'histoire du château est liée à la mémoire de Guy Coquille, historien du Nivernais et jurisconsulte (1523-1603). Après le décès du jurisconsulte, la demeure passa par alliance entre les mains de diverses familles avant d'échoir en 1811 à la famille de Montrichard[réf. nécessaire].
Les communs et dépendances ont été édifiés aux XVIIe et XVIIIe siècles et n'ont pas subi de modifications.
Le château est abandonné pendant la Révolution. C'est en 1966 que le comte et la comtesse Gabriel de Montrichard, viennent s'y installer et revendront la propriété en 1982 à Catherine et Joël Boutrolle,.
Il fait l'objet d'une inscription partielle au titre des monuments historiques par arrêtés des 7 mai 1969, 22 décembre 1988, 25 mai 2007.